# Théodore Robitaille
Théodore Robitaille (29 de janeiro de 1834 - 17 de agosto de 1897) foi um médico e político canadense que foi o quarto vice-governador do Quebec.